# Iana Jdanova
Pour les articles homonymes, voir Jdanova.
Iana Jdanova ou Yana Zhdanova (en ukrainien : Яна Жданова), née le 28 février 1988, est une féministe, activiste sociale ukrainienne et une des figures du groupe Femen. Ce mouvement s’est fait essentiellement connaître par l’organisation  des protestations controversées à seins nus contre l’inégalité entre hommes et femmes, la prostitution, l’industrie du sexe, la dictature, l’homophobie et autres problèmes politiques, sociaux et sociétaux.

## Jeunesse
Jdanova est née à Makiïvka, en Ukraine (à l’époque faisant partie de l’URSS). Après l’école, dans sa ville natale et à Donetsk, elle poursuivit ses études à l'université nationale de la Culture et des Arts à Kiev. Elle obtint sa maîtrise en 2009 et son master en 2010 dans le domaine de l’Histoire de la Culture. De 2009 à 2012 elle a travaillé comme danseuse dans de petits théâtres et clubs à Kiev, tandis que l’art, comme la littérature et l’architecture, constitue un élément précieux de sa vie.

## Militantisme
En 2008, elle a travaillé comme correspondante du quotidien national ukrainien Life. À cette époque remonte le début de son activité féministe avec Oleksandra Chevtchenko. Sa première protestation publique, avec les Femen, eut lieu le 22 mars 2009 contre l’écrivain ukrainien Oles Bouzina, dont un livre publié en 2009 soutient que la vraie place de la femme est au harem, comme dans le passé.

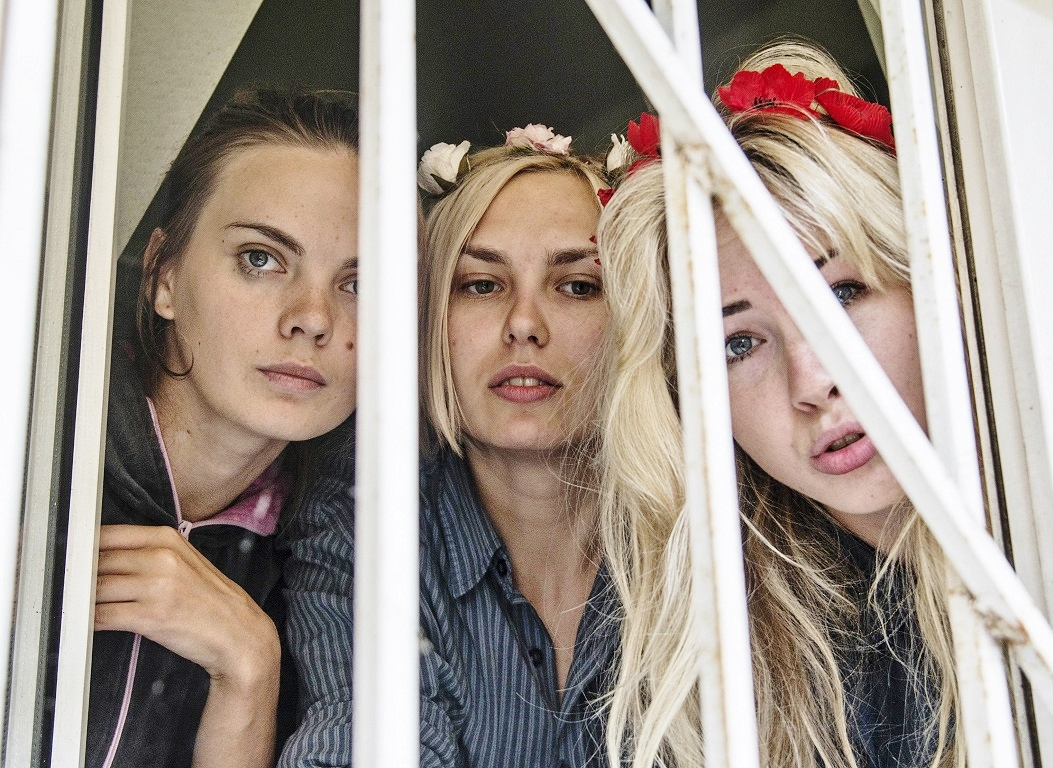
Jdanova entre Oksana Chatchko (à gauche) et Sacha Chevtchenko au palais de justice à Kiev le 28 juillet 2013.

Le 23 mai 2009, elle a participé, avec Oleksandra Chevtchenko, Oksana Chatchko et Inna Shevchenko, à une manifestation à Kiev avec le slogan « Ukraine is not a brothel » (L’Ukraine n’est pas un bordel), parce qu’elles estimaient qu’un nombre croissant de jeunes Ukrainiennes gagnaient de l’argent au moyen du tourisme sexuel et de la prostitution. Le 8 mars 2012, elle a protesté à Istanbul, en Turquie, pendant la commémoration de la Journée Internationale de la Femme, avec le slogan "Stop domestic violence" (Arrêtez la violence domestique). Elle a été arrêtée par la police turque et le jour suivant expulsée du pays. En mars 2012, elle est montée en haut du bâtiment du Procureur général d’Ukraine à Kiev pour protester en faveur d’Oksana Makar, une affaire qui bénéficia d’une intense attention médiatique aussi bien à l’intérieur qu’à l’extérieur de l’Ukraine : trois jeunes Ukrainiens qui avaient violé, étranglé, mis le feu et laissé pour morte Oksana Makar, 18 ans, ont été libérés par la justice ukrainienne dans l’attente de leur procès. Le slogan de la protestation était «Oksana still alive» (Oksana vit toujours). En avril 2012, elle a participé à une action en montant sur le clocher de la cathédrale Sainte-Sophie à Kiev et en sonnant les cloches pour protester contre un projet de loi qui visait l’interdiction de l’avortement. Le slogan était «Give birth, [it is] not for you» (Donner la vie, [ce n’est] pas pour vous). Le premier juillet 2012, elle a protesté devant le stade olympique de Kiev contre l’arrivée du président de Biélorussie Alexandre Loukachenko, avec le slogan «Respect, KGB, UEFA». En avril 2013, elle a participé à une protestation devant la mosquée de Kiev pour Amina Sboui avec le slogan «Free Amina» (Libérez Amina). Amina Sboui est une jeune Tunisienne emprisonnée dans son pays pour avoir diffusé une photographie d’elle-même seins nus sur internet, et contre qui un imam avait prononcé une fatwa pour une lapidation à mort. Le 18 juin 2013, Zhdanova a protesté à Kiev pendant la visite d’Alexandre Loukachenko, depuis 1994 président de Biélorussie, considéré par certains journalistes à l’Occident comme «le dernier dictateur en Europe», sur la base de ce que Loukachenko a lui-même qualifié comme un style autoritaire de gouvernement. Le slogan de la protestation des Femen était «Stop Dictator».

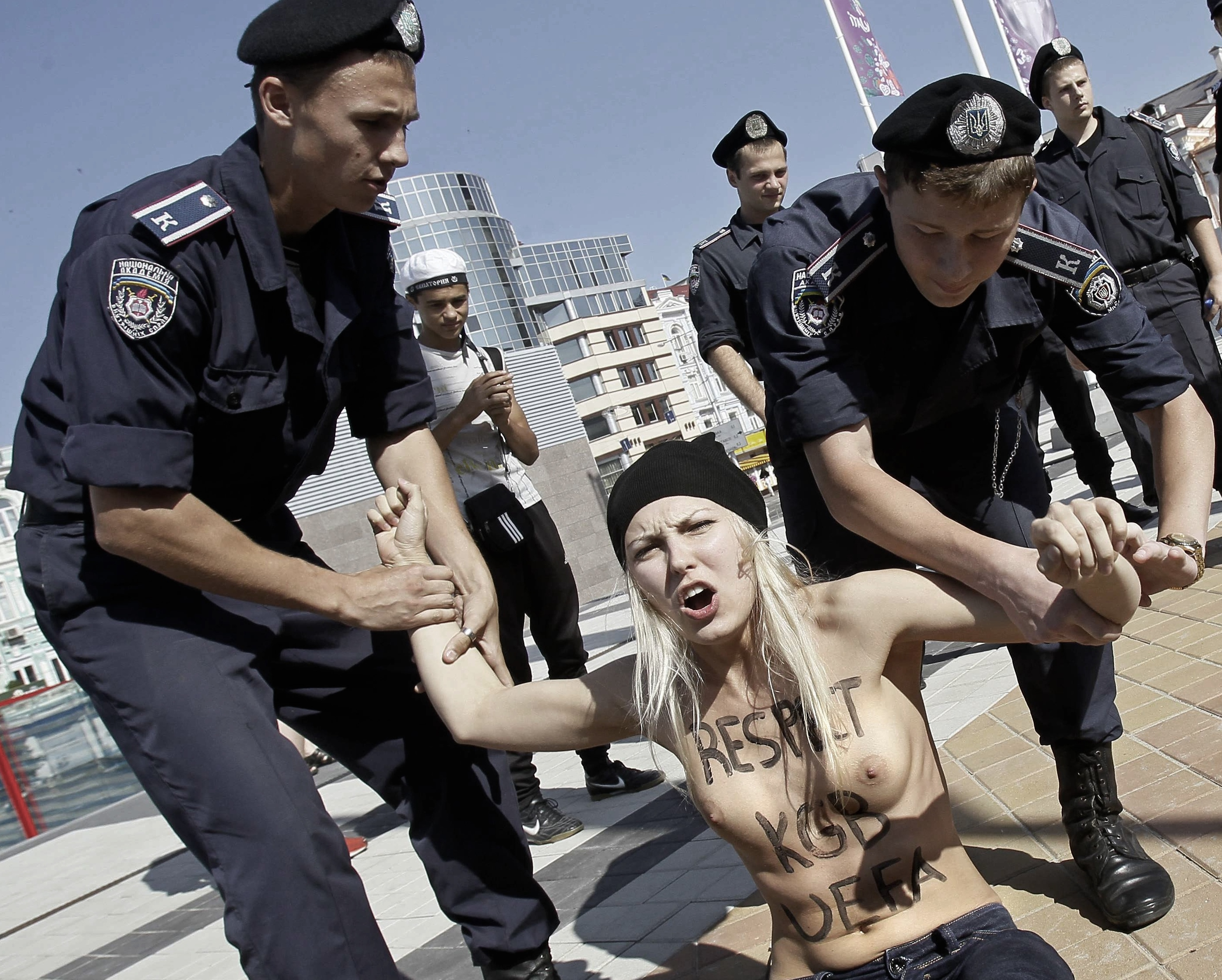
Jdanova lors d’une manifestation contre Loukachenko à Kiev le premier juillet 2012.

Le 27 juillet 2013, elle a été arrêtée, avec Sacha Chevtchenko, Oksana Chatchko et le photographe Dmitri Kostioukov, à Kiev avant de commencer leur protestation contre le 1025e anniversaire du christianisme orthodoxe de la Rus’ de Kiev. Les quatre personnes ont été condamnées à une amende et mises en prison pendant une journée. Femen déclara que l’organisation a subi des violences et a été accusée à tort,. Les activistes Femen ont décidé de fermer leur bureau à Kiev. Néanmoins, le 27 août 2013, la police ukrainienne fit irruption dans les locaux de Femen, présenta un pistolet et une grenade que les policiers déclarèrent avoir trouvé sur place, cachés par le groupe Femen, et arrêtèrent Jdanova, Sacha Chevtchenko et Anna Hutsol. Elles ont été libérées le 29 août, avec l’obligation qu’elles reviennent au commissariat deux jours plus tard. Pendant ces deux jours de liberté, Iana Jdanova, Sacha Chevtchenko et Oksana Chatchko décidèrent de quitter l’Ukraine et d’aller en France pour demander l’asile en tant que réfugiés politiques. Elles arrivèrent à Paris le 30 août 2013.
Le 26 septembre 2013, Jdanova a protesté sur le podium d’un défilé de mode de Nina Ricci à Paris contre l’industrie de la mode. Les slogans étaient «Model, don't go to brothel» (Mannequin, ne va pas au bordel) et «Fashion dictaterror» (Mode dictaterreur). Le premier décembre 2013, elle a participé à une protestation devant l’ambassade ukrainienne à Paris en urinant sur une photo de Viktor Ianoukovytch, président d’Ukraine jusqu’en février 2014, à cause de sa politique à l’égard des autres partis politiques ukrainiens. Le slogan était «Yanukovych piss off!» (Ianoukovytch dégage !). Le 21 décembre 2013, elle a protesté devant le Parlement Européen de Bruxelles contre Poutine qui s'y trouvait pour le sommet entre l’Union Européenne et la Russie. Le slogan était «Putin is the killer of democracy» (Poutine est l’assassin de la démocratie). Le 25 février 2014, elle a participé à une protestation place du Trocadéro à Paris contre la politique de Ioulia Tymochenko, ex-première ministre d’Ukraine. Le slogan était «Putin's new puppet» (la nouvelle marionnette de Poutine). Le 12 septembre 2014, elle a protesté au port de Saint-Nazaire, devant un porte-hélicoptère de type Mistral qui allait être livré à la Russie. Le slogan était «Fuck you Putin! No Mistrals for you!» (Va te faire foutre Poutine ! Pas de Mistral pour toi !). Le 6 octobre 2014, elle est montée sur le toit du cabaret Moulin Rouge à Paris, qui célébrait son 125e anniversaire, pour protester contre l’image du corps de la femme donnée par les cabarets. Le slogan était «Red is the colour of revolution» (Le rouge est la couleur de la révolution).

## Réfugiée politique
Le 12 février 2014, le gouvernement français accorda à Iana Jdanova l’asile en tant que réfugiée politique.

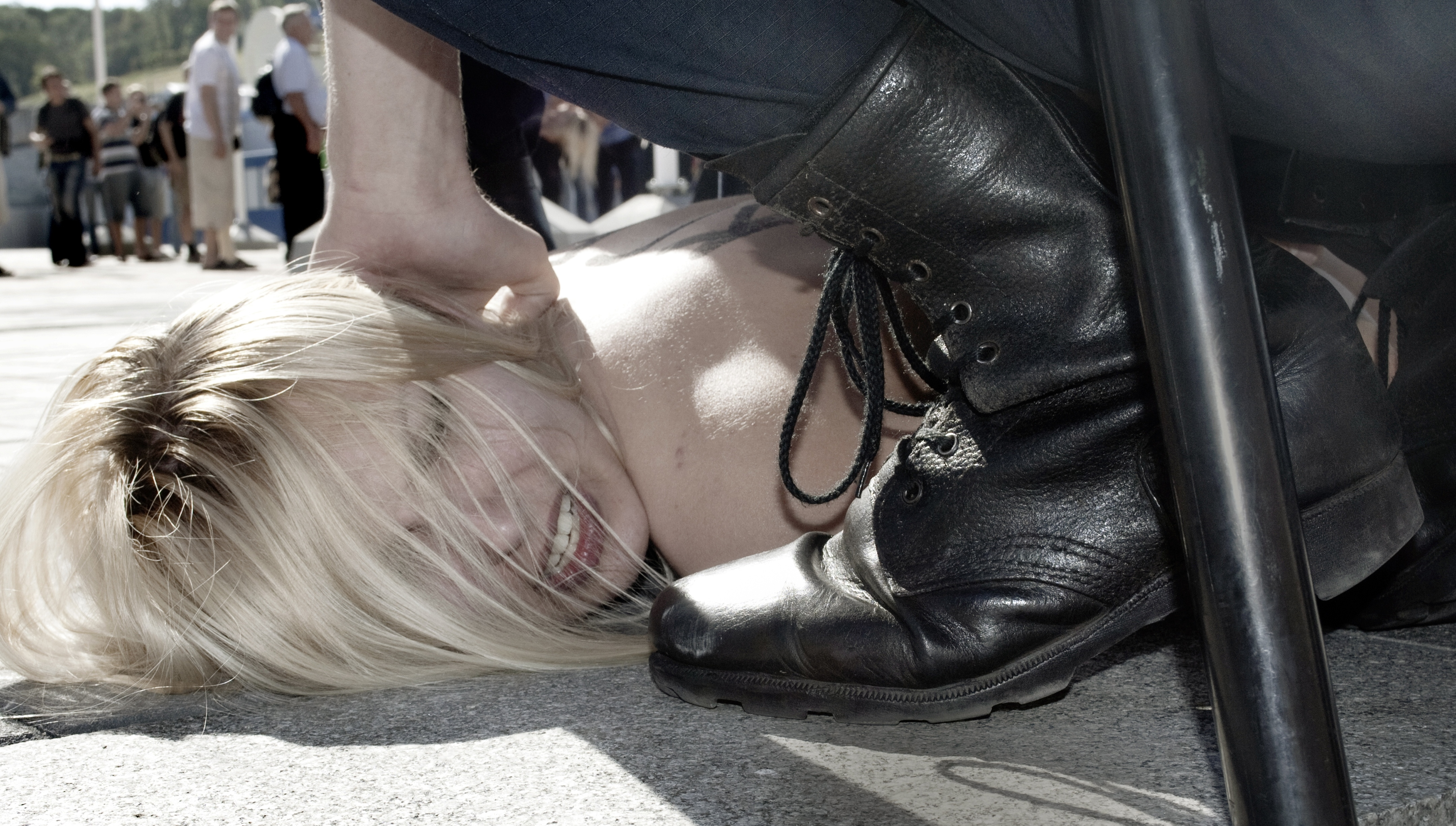
Jdanova place Olympiyskaïa à Kiev le premier juillet 2012.

En dehors de son militantisme collectivement avec d'autres membres des Femen, elle a également protesté seule au nom des mêmes principes pour l’égalité entre les femmes et les hommes. Ces manifestations sont les suivantes : le 24 mai 2012, elle attrapa la coupe du Championnat de football Euro 2012 dans la ville ukrainienne de Lviv, avant d’être arrêtée par les policiers. Le slogan était « Fuck Euro! » (Putain de merde Euro !), et la protestation visait un événement sportif qui allait avoir lieu le mois suivant, terrain propice au tourisme sexuel. Jdanova a passé 5 jours en prison à Kiev pour cette action.
Le 26 juillet 2012, elle a attaqué, à l’aéroport de Boryspil, près de Kiev, le patriarche de Moscou et de toute la Russie, Cyrille, à peine arrivé pour une commémoration religieuse. Le slogan était «Kill Kirill» (Tuez Cyrille) contre les interventions de l’Église orthodoxe dans la vie politique en Russie et en Ukraine. Elle a été arrêtée et mise en prison pendant 15 jours. Il a été souligné que « protester contre des personnes puissantes n’était pas chose nouvelle, cependant les affronter physiquement l’était : le slogan de Jdanova <Tuez Cyrille> fut la première attaque des Femen contre un homme puissant. ». Le 7 juin 2013, elle a improvisé une chorégraphie, telle une parodie sur la vie privée de Poutine près de l’ambassade russe à Kiev. Le 29 novembre 2013, elle a protesté à Vilnius, capitale de Lituanie, pendant le sommet sur la coopération entre l’Union européenne et six autres pays, ex-membres de l’Union soviétique. Le président de l’Ukraine Viktor Ianoukovytch était le seul parmi les six chefs d’État qui n’ait pas signé le traité de coopération. Le slogan de la protestation était « Ukraine to EU » (l’Ukraine en UE). Elle a été arrêtée et mise en prison durant une journée.
Le 5 juin 2014, elle a décapité la statue de cire de Poutine au musée Grévin à Paris pour protester contre l’arrivée du président de la Russie dans la capitale française le même jour. Le slogan était « Kill Putin » (Tuez Poutine). Le musée l'a poursuivie en justice à travers une procédure judiciaire qui allait devenir pour Jdanova un moyen de lutter contre la loi sur l’exhibition sexuelle.
Le 25 décembre 2014, elle a enlevé la statue du petit Jésus de la crèche de Noël sur la place de la basilique Saint-Pierre, au Vatican, avec le slogan «God is woman» (Dieu est une femme). Le Vatican avait le choix de la traduire en justice ou de l’envoyer à un tribunal de Rome pour être jugée par la justice italienne, mais il n’a fait ni l’un ni l’autre. Elle a passé trois jours et deux nuits en prison au Vatican avant d’être expulsée.
Le 17 février 2015, elle a protesté à Budapest contre la visite de Poutine en Hongrie. Le slogan était « Putin go home » (Poutine rentre chez-toi).

## La jurisprudence Jdanova et la loi sur l’exhibition sexuelle
L’attaque de Iana Jdanova sur la statue de cire de Poutine au musée Grévin à Paris, le 5 juin 2014, eut pour conséquence sa condamnation, le 15 octobre 2014, à une amende de 1 500 euros pour destruction et exhibition sexuelle, ainsi que 3 000 euros pour préjudice matériel et 1 000 euros pour préjudice moral à payer au musée. Iana Jdanova a fait appel de ce jugement du tribunal correctionnel de Paris, et l’affaire a été présentée devant la Cour d’Appel de Paris le 27 octobre et le 17 novembre 2016. Le 12 janvier 2017, la Cour d’Appel relaxa Jdanova de l’accusation d’exhibition sexuelle, la condamna à payer 600 euros pour frais de justice, et confirma les 3 000 euros pour préjudice matériel et 1 000 euros pour préjudice moral à payer au musée Grévin. Cependant, le procureur général de la Cour d'Appel, n'étant pas d'accord avec la relaxe pour exhibition sexuelle, fit appel auprès de la Cour de Cassation, la plus haute juridiction en France pour juger si la loi a été bien appliquée. Le 10 Janvier 2018, la Cour de Cassation se prononça en considérant que l'exposition d'une poitrine nue en public constitue de l'exhibition sexuelle, sans pour autant entrer dans le cas de Jdanova. Un nouvel appel du procureur général a été définitivement rejeté par la Cour de Cassation le 26 février 2020, en statuant que même si exposer une poitrine nue en public est de l'exhibition sexuelle, condamner Jdanova dans ce cas précis serait une ingérence disproportionnée dans son droit de libre expression, étant donné le caractère strictement politique de son acte. Ce verdict définitif de la Cour de Cassation constitue la jurisprudence Jdanova en France.   

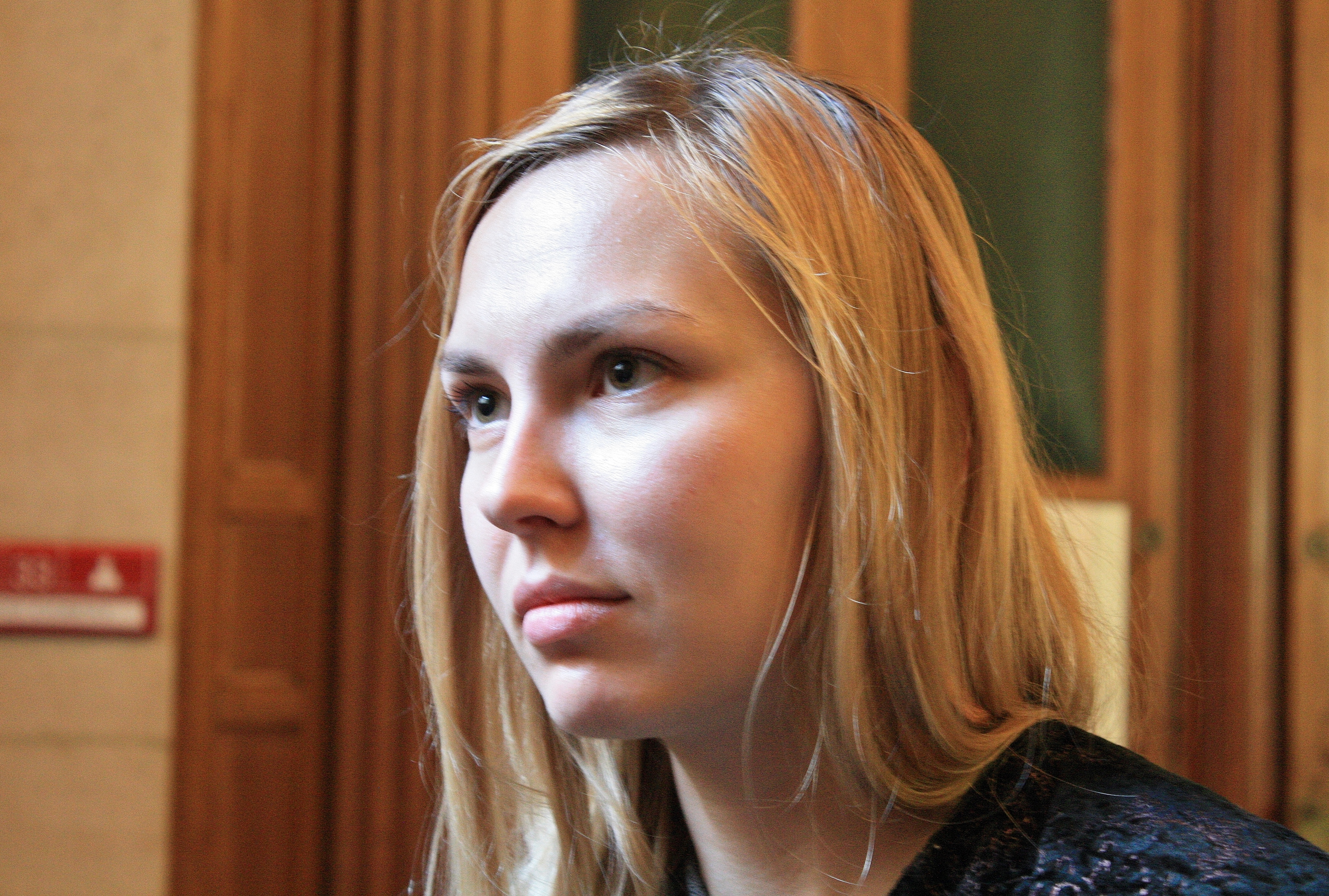
Jdanova à la Cour d’Appel de Paris le 27 octobre 2016.

Une cause féministe importante pour Iana Jdanova est l’abolition de la loi sur l’exhibition sexuelle. L’article 222-32 du Code pénal français dispose que « l'exhibition sexuelle imposée à la vue d'autrui dans un lieu accessible aux regards du public est punie d'un an d'emprisonnement et de 15 000 euros d'amende. » Marie Dosé, avocate de Jdanova dans cette affaire, attire l’attention sur le fait que si la poitrine nue d’une femme pendant une manifestation politique est un acte d’exhibition sexuelle, dans ce cas la poitrine nue d’un homme dans des circonstances similaires devrait être considérée de la même manière comme un acte sexuel, selon le principe de l’égalité entre hommes et femmes. Par ailleurs, la poitrine dénudée pour l’activisme de Jdanova, comme elle l’a précisé, n’est pas de provoquer sexuellement le public mais d’attirer l’attention sur des problèmes politiques, sociaux et sociétaux. Le verdict du 12 janvier 2017 constitue la première décision en France au niveau d’une Cour d’Appel qui relaxe un ou une accus(é) déjà condamné(e) pour exhibition sexuelle, en l’occurrence Jdanova.
Quant à la jurisprudence Jdanova, elle s'applique déjà. Le 12 mars 2021, à l'occasion de la cérémonie des Césars du cinéma français à Paris, l'actrice Corinne Masiero s'est mise complètement nue sur scène, avec le slogan "No Culture, no Future" sur sa poitrine, pour protester contre la situation critique des artistes en raison des mesures de restriction pendant la période de la pandémie du coronavirus. Un groupe de neuf députés du Parlement français demanda au parquet de Paris de poursuivre l'actrice pour exhibition sexuelle. Le 22 mars 2021, le procureur de Paris Rémy Heitz classa sans suite la demande, estimant qu'au regard de la démarche de l'actrice, qui souhaitait attirer l'attention du public sur les difficultés rencontrées par les professionnels du spectacle, une poursuite serait inopportune et vouée de surcroît à l'échec selon la jurisprudence Jdanova de la Cour de Cassation n° 35 du 26 février 2020.

## Association
Iana Jdanova est la cofondatrice et coprésidente, avec Sacha Chevtchenko, de l’association à but non lucratif Femen, créée le 7 avril 2016. Les principes de l’association, selon ses statuts, sont d’élever le niveau de féminisme dans la société, et de continuer à faire progresser les droits des femmes et l’égalité femmes-hommes dans les mentalités et dans les faits. Les documents de l’association ont été déposés à la Préfecture de police de Paris le 2 mai 2016 et ont été reconnus et publiés au Journal officiel de la République française le 14 mai 2016.

## Filmographie
Ukraine is not a Brothel (L’Ukraine n’est pas un bordel), est un long métrage d'une durée de 78 minutes, de la cinéaste australienne Kitty Green. La première mondiale a eu lieu le 4 septembre 2013 au 70e Festival international du film de Venise. Du 4 au 7 septembre 2013, Iana Jdanova a été invitée à ce festival pour la première du film.